# 마흐무드 알마와스
마흐무드 알마와스(아랍어: محمود المواس, 1993년 1월 21일 ~ )는 시리아의 축구 선수로 현재 이라크 스타스 리그의 알쇼르타 SC에서 미드필더로 활약하고 있으며 2012년부터 시리아 대표팀의 일원으로도 활약하고 있다.

## 클럽 경력
1997년 옴말 하마에서 처음 축구를 시작하여 2006년부터 2009년까지 알카라마 SC와 알아인 FC의 유소년팀에서 활동한 뒤 2010년 알카라마 SC 성인팀 입단을 통해 프로에 정식 입문했으며 비록 2013년까지 단 1경기도 출전하지 못했음에도 불구하고 2009-10 시즌 시리아컵 우승의 기쁨을 맛보았다.
그리고 2013년 바레인 프리미어리그의 리파 SC에서 임대 선수로 활동하다가 쿠웨이트 프리미어리그의 알아라비 SC로 이적하여 2016년까지 4시즌동안 몸 담으며 2013-14 시즌 쿠웨이트 리그컵 우승, 2014-15 시즌 쿠웨이트 크라운 프린스컵 우승의 주역으로 맹활약했으며 2015년부터 2016년까지 알파이살리 SC와 리파 SC에서 임대 선수로 활동했다.
이후 2016-17 시즌을 마치고 카타르 스타스 리그의 움살랄 SC로 이적하여 2020년까지 팀의 주축 미드필더로 활약한 뒤 2020년 10월 루마니아 리가 I의 FC 보토샤니 이적을 통해 데뷔 10년만에 처음으로 유럽 리그에 진출하기도 했다.
그 후 2021-22 시즌을 앞두고 이라크 스타스 리그의 알쇼르타 SC로 트레이드되자마자 리그 35경기 22골로 득점왕에 오르며 알쇼르타를 리그 우승팀으로 만든 뒤 이라크 FA컵에서도 팀의 4강 진출에 기여했고 2022-23 시즌에서도 팀의 주축으로 활약하며 리그 2연패, 2023년 아랍 클럽 챔피언십 4강 진출 등에 기여했으며 2023-24 시즌에서도 팀의 리그 3연패 달성과 2023-24 시즌 이라크 FA컵 우승을 이끌었다.

## 국가대표팀 경력

### 시리아 청소년 대표팀
시리아 U-17 대표팀 소속으로 2008년 AFC U-16 챔피언십에 출전하여 8강 진출의 성과를 거둔 뒤 시리아 U-23 대표팀 일원으로 2012년 하계 올림픽 아시아 지역 최종 예선에 출전하여 팀의 플레이오프 진출에 일조했다.

### 시리아 A대표팀
2012년 시리아 성인대표팀에 첫 합류한 뒤 2015년 9월 8일 캄보디아와의 2018년 FIFA 월드컵 아시아 지역 2차 예선 E조 3차전에서 국제 A매치 데뷔 3년만에 데뷔골을 터뜨리며 팀의 6-0 대승에 일조했고 2013년 SAFF 챔피언십 우승, 2015년 SAFF 챔피언십 준우승팀인 아프가니스탄과의 5차전에서는 멀티골을 터뜨리며 최종 예선 진출의 교두보를 마련했다.
그 후 최종 예선에서도 3골을 터뜨리며 시리아의 사상 첫 월드컵 지역 예선 플레이오프 진출에 기여했으며 2022년 FIFA 월드컵 아시아 지역 2차 예선에서도 몰디브전 해트트릭을 비롯해 무려 6골을 폭격하며 2회 연속 최종 예선 진출에 앞장섰다.

## 수상

### 클럽
알카라마 SC
- 시리아컵 : 우승 (2010)

 알아라비 SC
- 쿠웨이트 프리미어리그 : 준우승 (2014-15)
- 쿠웨이트 리그컵 : 우승 (2013-14)
- 쿠웨이트 크라운 프린스컵 : 우승 (2014-15)

 알쇼르타 SC
- 이라크 스타스 리그 : 우승 (2021-22, 2022-23, 2023-24)
- 이라크 FA컵 : 우승 (2023-24), 4강 (2020-21)
- 이라크 슈퍼컵 : 우승 (2022)
- 아랍 클럽 챔피언십 : 4강 (2023)

### 개인
- 이라크 스타스 리그 득점왕 : 2021-22 (22골)